# Pasquale Borri
Pasquale Borri (Milà, 1820 - Desio, (Llombardia), 1884) fou un notable coreògraf italià.
Ballarí en la seva joventut, a Viena abordà la composició de balls amb el titulat Rubezaht, que aconseguí molta acceptació, i al que li seguiren, entre d'altres, La nimfa de les aigües, Violetta i L'aposta, que li valgueren la reputació d'ésser el primer coreògraf del seu temps.
Tornat a Itàlia, estrenà els titulats: La vispa vivadiera, La giocoliera (1857), Li conte Rodolfo (1858), Scintilla (1860), Lucilla e Il figliuo prodigo (1876), que es representaren en els primers teatres d'Europa i Amèrica.